# Chrysops pikei
Chrysops pikei är en tvåvingeart som beskrevs av Whitney 1904. Chrysops pikei ingår i släktet Chrysops och familjen bromsar. Inga underarter finns listade i Catalogue of Life.